# Хосе Марія дель Кастільйо-і-Рада
Хосе Марія дель Кастільйо-і-Рада (ісп. José María del Castillo Rada; 20 грудня 1776 — 5 червня 1833) — південноамериканський політик, член урядового Тріумвірату Сполучених Провінцій Нової Гранади.

## Біографія
Народився 1776 року в Картахені-де-Індіас. Ще замолоду він переїхав до Санта-Фе-де-Боготи, де вивчав право в коледжі Нуестра-Сеньйора-дель-Розаріо. Після здобуття освіти став відомим адвокатом колоніальних судів.
Після революційних подій липня 1810 року Хосе Марія дель Кастільйо став членом Виборчої колегії, результатом праці якої стала поява Вільної Держави Кундінамарка. Невдовзі, втім, Кастільйо перейшов на бік федералістів, які виступали за об'єднання провінцій колишнього віцекоролівства Нова Гранада в єдину державу. Він був членом Конгресу Сполучених Провінцій, а коли для управління країною було утворено Тріумвірат, Хосе Марії дель Кастільйо було доручено виконувати обов'язки одного з членів Тріумвірату, Кустодіо Гарсії Ровіри, який на той момент був відсутній.
В листопаді 1815 року Тріумвірат було ліквідовано, а замість нього запроваджено пост президента, який зайняв Каміло Торрес Теноріо. Хосе Марія дель Кастільйо очолив Конгрес Сполучених Провінцій. Коли в березні 1816 року президентом став Хосе Фернандес Мадрид, Кастільйо отримав пост міністра оборони. Коли іспанські війська ліквідували незалежність Нової Гранади, Хосе Марію дель Кастільйо, як і багатьох інших функціонерів Сполучених Провінцій, було заарештовано, втім, на відміну від більшості інших керівників країни, його не було страчено, але засуджено до ув'язнення.
Після створення 1821 року держави Велика Колумбія Хосе Марія дель Кастільйо став тимчасовим віцепрезидентом нової країни, впроваджуючи в життя нову конституцію та закони про звільнення рабів. Після виборів, за результатами яких президентом був обраний Сімон Болівар, віцепрезидентом став Франсіско де Паула Сантандер, а Кастільйо очолив міністерство фінансів.
1828 року за умов розпаду системи управління в країні Болівар запровадив диктатуру та ліквідував пост віцепрезидента. Коли Болівар вирушив у військовий похід на південь, він доручив управління країною Державній раді, головою якої призначив Хосе Марію дель Кастільйо.
Після смерті Сімона Болівара й розпаду Великої Колумбії Хосе Марія дель Кастільйо пішов з політики та став викладачем коледжу Нуестра-Сеньйора-дель-Розаріо, а потім — його ректором. Помер у Боготі в червні 1833 року.